# Dieter Kirchlechner
Dieter Kirchlechner (* 21. Januar 1932 in Pinkafeld) ist ein österreichischer Schauspieler, Drehbuchautor und Regisseur.

## Leben
Dieter Kirchlechner besuchte von 1953 bis 1955 die Otto-Falckenberg-Schule und ließ sich dort zum Schauspieler ausbilden. Nach einem Engagement am Theater der Stadt Essen wirkte er an Münchner Bühnen, darunter am Bayerischen Staatsschauspiel München (vor 1962, 1975) und bei den Münchner Kammerspielen (1962–1971). Zwischen 1964 und 1968 gehörte er dem Ensemble der Berliner Schaubühne am Halleschen Ufer an, daneben trat er an zahlreichen Theaterhäusern wie dem Hamburger Thalia Theater, der Freien Volksbühne Berlin und den Schauspielhäusern in Wien und Zürich auf.
Dieter Kirchlechner arbeitete eng mit dem Regisseur Fritz Kortner zusammen und war u. a. in Rollen klassischer Bühnenwerke Shakespeares und Büchners zu sehen. Auch viele andere Regisseure wie August Everding, Hans Schweikart, Jürgen Flimm, Rudolf Noelte, Axel von Ambesser, Peter Stein oder Otto Schenk arbeiteten mit Kirchlechner. Auch in modernen Aufführungen bewies er sein Können, unter anderem in Stücken von Martin Sperr, Henrik Ibsen, Ödön von Horváth oder Thomas Bernhard.
Seit Anfang der 1960er Jahre trat Kirchlechner verstärkt als Film- und Fernsehschauspieler hervor. Regelmäßig hatte er Rollen in Fernsehkrimis wie Der Alte, Ein Fall für zwei, Wolffs Revier oder Tatort, daneben war er immer wieder in Filmen und Serien präsent. Häufig spielte er Bösewichte oder geheimnisumwitterte Charaktere und verkörperte vielfach Leute der „besseren Gesellschaft“. Bis heute ist er des Öfteren in Film- und Fernsehrollen zu sehen, vernachlässigt aber dabei nicht sein Theaterengagement.
Mit anspruchsvollen Literaturverfilmungen überzeugte er unter anderem im Kaukasischen Kreidekreis von Bertolt Brecht, in Shakespeares Hamlet, im Sherlock-Holmes-Film Im Zeichen der Vier oder in Axel Eggebrechts Dokumentarspiel Der Röhm-Putsch; auch in der Buddenbrooks-Verfilmung nach Thomas Mann wirkte Kirchlechner mit.
Auch in internationalen Kinoproduktionen war Kirchlechner zu sehen, unter anderem in Fritz Umgelters Alle Sünden dieser Erde (1958), Wilm ten Haafs Du gehörst mir (1959) mit Barbara Rütting und Peter van Eyck, in Walter Graumans Kriegsdrama I Deal In Danger (1966) in Bernhard Wickis Herburger-Verfilmung Die Eroberung der Zitadelle (1977). Außerdem in Sönke Wortmanns Abschlussfilm Drei D (1988), Volker Schlöndorffs Max Frisch-Verfilmung Homo Faber (1991), Hilde Becherts Kriminal-Satire Zürich – Transit (1992), Sönke Wortmanns Komödie Mr. Bluesman (1993), Charles Mattons Licht der erloschenen Sterne(1994), Alexandre Arcadys Thriller K (1997) sowie gemeinsam mit Ulrich Tukur in Eric Tills Bonhoeffer – Die letzte Stufe (2000). Der Film erzählt die Geschichte des Geistlichen Dietrich Bonhoeffer, der als Widerstandskämpfer von Hitlers Schergen umgebracht wurde.
Als Regisseur wirkte er unter anderem am Bayerischen Staatsschauspiel, am Hamburger Thalia Theater und am Wiener Schauspielhaus. Für das Schweizer Fernsehen inszenierte er Arthur Millers Tod eines Handlungsreisenden. Kirchlechner lebt mit seiner Frau, der Schauspielerin Monika Schwarz, in Starnberg und Berlin.

## Filmografie (Auswahl)
- 1958: Alle Sünden dieser Erde
- 1958: Der kaukasische Kreidekreis
- 1959: Du gehörst mir
- 1960: Die Dame ist nicht fürs Feuer
- 1960: Am grünen Strand der Spree 1. Teil
- 1961: Hamlet, Prinz von Dänemark
- 1963: Die Abrechnung
- 1964: Leonce und Lena
- 1964: Das Lamm
- 1965: Die fünfte Kolonne – Ein Mann namens Pavlow
- 1965: Das Kriminalmuseum – Die Ansichtskarte
- 1966: Blue Light – The Fortress Below
- 1966: Der Ritter vom Mirakel
- 1966: I Deal in Danger
- 1967: Der Röhm-Putsch
- 1970: Der Kommissar – Tödlicher Irrtum
- 1970: Recht oder Unrecht – Der Fall Hetzel
- 1970: Die seltsamen Methoden des Franz Josef Wanninger – Die Karaffe
- 1970: Peenemünde
- 1972: Salto Mortale – Gastspiel in Wien
- 1972: Tatort – Strandgut
- 1972: Das Jahrhundert der Chirurgen
- 1972: Mandala
- 1972: Alpha Alpha S1E10 Ein begabtes Kind (Fernsehserie)
- 1972: Marya Sklodowska-Curie. Ein Mädchen, das die Welt veränderte
- 1973: Zu einem Mord gehören zwei
- 1974: Aufs Kreuz gelegt
- 1974: After Liverpool
- 1974: Das Zeichen der Vier
- 1974: Die großen Detektive
- 1975: Die Stadt im Tal
- 1975: Bitte keine Polizei – Russisches Roulette
- 1976: Dorothea Merz
- 1977: Die Eroberung der Zitadelle
- 1978: Der Führerschein
- 1978: Klaras Mutter
- 1978: Die seltsamen Methoden des Franz Josef Wanninger (Fernsehserie)
- 1979: Die Buddenbrooks
- 1979: Tatort – Schweigegeld
- 1980: Tatort – Mit nackten Füßen
- 1980: Auf Achse – Hokuspokus (Folge 15)
- 1980: Daniel
- 1980: Die Einfälle der heiligen Klara
- 1981: Männersache (TV)
- 1981: Jeans
- 1982: Die Stunde des Löwen
- 1982: Tatort – Kindergeld
- 1983: Satan ist auf Gottes Seite
- 1983: Wer raucht die letzte?
- 1983: Der Salzprinz
- 1983: Eine Liebe in Deutschland
- 1985: Der Hochzeitstag
- 1985: Der Fehler des Piloten
- 1985: Die Krimistunde (Fernsehserie, Folge 19, Episode: "Dicker als Wasser")
- 1986: Kennwort Möwe
- 1986: Tatort – Automord
- 1987: Hans im Glück
- 1987: Wallenstein
- 1987: Die Wilsheimer
- 1988: Drei D
- 1988: Michas Flucht
- 1988: Der Bierkönig
- 1988: Tatort – Sein letzter Wille
- 1988: Gefangen im Paradies (Always Afternoon)
- 1988–2004: Ein Fall für zwei, diverse Rollen
- 1989: Schuldig
- 1989: Tatort – Keine Tricks, Herr Bülow
- 1990: Der Kameramann
- 1990: Pfarrerin Lenau
- 1990: Der neue Mann
- 1991: Homo Faber
- 1992: Gerichtstag
- 1992: Zürich – Transit
- 1992: Einer stirbt bestimmt
- 1992: Der Alte – Aber mich – betrügt man nicht
- 1993: Mr. Bluesman
- 1994: Verliebt, verlobt, verheiratet
- 1994: Licht der erloschenen Sterne
- 1994: Tatort – Klassen-Kampf
- 1994: Unsere Hagenbecks
- 1994–2007: Rosa Roth (Fernsehreihe) → siehe Episodenliste
- 1995: A.S. – Ein rabenschwarzer Tag
- 1995: Eine mörderische Liebe
- 1996: Im Feuer der Liebe (Terre indigo)
- 1996: Die Flughafenklinik
- 1997: Kap der Rache
- 1997: Trickser
- 1997: Der Coup
- 1997: Bella Block – Geldgier
- 1997: K
- 1997–1999: Kinderärztin Leah (Les Pédiatres)
- 1998: Der Mann für alle Fälle: Ein ganz gewöhnlicher Totschlag
- 1998: Anwalt Abel – Todesurteil für eine Dirne
- 1998: Blutiger Ernst
- 1998: Im Namen des Gesetzes – Götterdämmerung
- 1998: Wie eine Spinne im Netz
- 1998: Todfeinde – Die falsche Entscheidung
- 1999: Kanadische Träume – Eine Familie wandert aus
- 2000: Der arabische Prinz
- 2000: Bonhoeffer – Die letzte Stufe
- 2000: Tatort – Mauer des Schweigens
- 2001: Die Kreuzritter
- 2001: Doppelter Einsatz – Das Alibi
- 2001: Der Held an meiner Seite
- 2001:  Der Tanz mit dem Teufel – Die Entführung des Richard Oetker
- 2001: Die Erpressung – Ein teuflischer Pakt
- 2002: Der Ermittler – Väter und Söhne
- 2002: Tatort – Der dunkle Fleck
- 2003: Im Schatten der Macht
- 2004: Fliege hat Angst
- 2005: Rosamunde Pilcher – Vermächtnis der Liebe
- 2005: Utta Danella – Eine Liebe in Venedig
- 2005: Neue Freunde, neues Glück
- 2008: Tatort – Der oide Depp
- 2010: Die Tochter des Mörders
- 2011: Tödlicher Rausch